# Blackburn (Victoria)

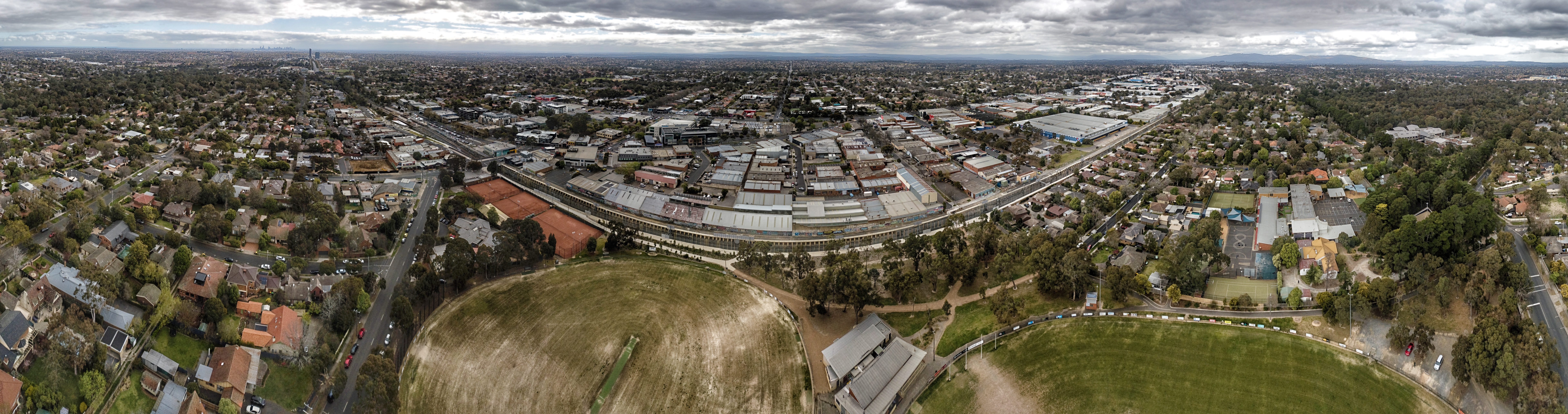
Blackburn, Flugaufnahme 2018

Blackburn ist ein Stadtteil der australischen Stadt Melbourne und liegt zwischen Box Hill und Nunawading nur knapp 20 km östlich des Stadtzentrums. Er gehört zum Verwaltungsgebiet Whitehorse City. Der Stadtteil ist benannt nach einem ihrer ersten Siedler, dem Designer des Yan-Yan-Wasserreservoirs bei Melbourne, James Blackburn, der sich damals südlich der kleinen Stadt am Blackburn Creek angesiedelt hatte.

## Geschichte
Ein erstes Hotel wurde 1861 für Reisende und Goldgräber gebaut, ein zweites folgte 1865. Mehr als 10 Jahre später (1876) wurde das erste Postamt eröffnet und 1882 die Eisenbahnstrecke zwischen Box Hill und Lilydale eingeweiht. Mit der Eisenbahn begann die eigentliche Entwicklung Blackburns.
Durch Vermittlung der „Freehold Investment and Banking Company“ siedelten sich etliche Farmer an. Auch das Gemeindezentrum (Public Hall) wurde 1888 mit Hilfe dieser Gesellschaft gebaut und 1889 der Blackburn Creek zu einem See gestaut.
1888 wurde die methodistische Kirche geweiht, 1890 folgte die Einsegnung der ersten anglikanischen Kirche. 1889 wurde die Grundschule eröffnet. Die wichtigsten Industriezweige waren und sind die Landwirtschaft, der Obstanbau und die Orchideenzucht.
Blackburn hatte nach Volkszählungen (Census) im Jahr 1911 genau 1.158 Einwohner und 2.616 Einwohner im Jahr 1933. Im Jahr 2016 wohnten 13.940 Menschen im Stadtteil.